# سباحة كلبية

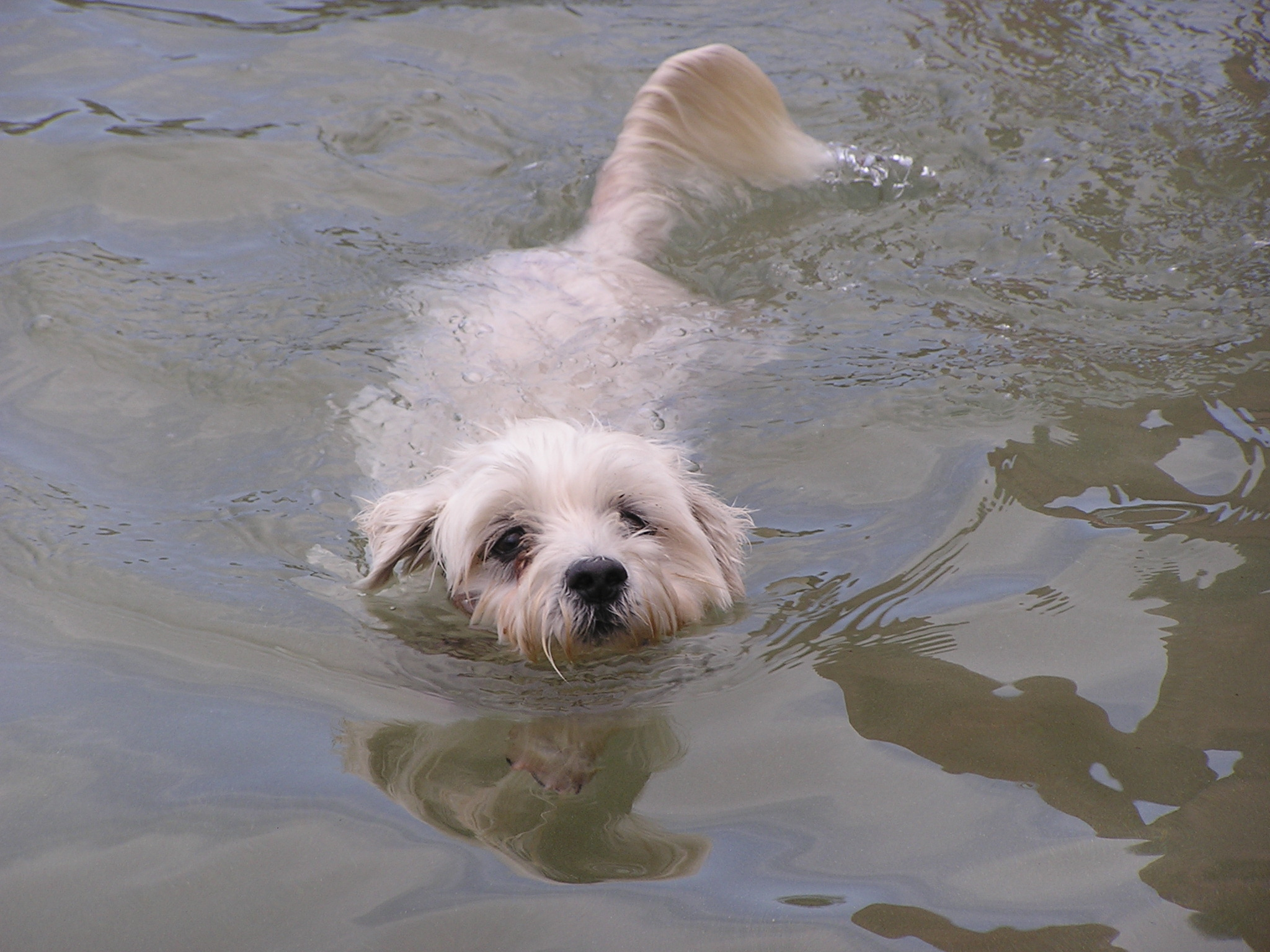
كلب يقوم بسباحة مجداف الكلب

السِّبَاحَةُ الكَلْبِيَّةُ أو سباحة الكلاب أوالكلب المجداف[بحاجة لمصدر] أو المجداف الكلبي[بحاجة لمصدر] هو نمط بسيط من أنماط السباحه. ويتميز هذا النمط من السباحة بأن السباحين يكونوا مستلقيين على صدورهم ويحركون اليدين والساقين بالتناوب بطريقة تذكرنا كيف يعوم الكلب والحيوانات الأخرى في حالة السباحة. فهذا يعتبر في الواقع «هرولة» في الماء، بدلا من الأرض. وهذه هي ضربة السباحة الأولى التي استخدمت من قبل البشر القدماء، يعتقد أنه تم تعلمه من خلال مراقبة الحيوانات تسبح.
تمكن الإنسان من تعلم السباحة بمراقبة الحيوانات التي تسبح في الماء بوساطة غرزتها، ومن الجدير بالذكر أن الإنسان القديم حاول تعلم السباحة من أجل الحفاظ على حياته ضمن ظروف معينة يمر بها . في عصور ما قبل التاريخ رسوم كهوف في مصر الأشكال تبين ما يبدو أنه مجداف الكلب.
كانت سباحة الإنسان في بادئ الأمر تشبه سباحة الكلب ، والحركات التي يقوم بها كانت تعرف (تجديف الكلب) ولكن الإنسان أراد أن يحسن من طريقته في السباحة فاستعمل الذراعين والساقين.
غالبا ما تكون أول ضربة سباحة تستخدم من قبل الأطفال الصغار حينما يتعلمون السباحة.
كما تم تدريس مجداف الكلب باعتباره السباحة السباحة العسكرية عند الحاجة إلى الضربات الصامتة - حيث لاتضرب الذراعين أو الساقين السطح.